# Lillian Board
Lillian Barbara Board (Durban, 13 december 1948 - München, 19 december 1970) was een Britse atlete, die zich had toegelegd op de 400 en de 800 meter. Ze nam eenmaal deel aan de Olympische Zomerspelen en won hierbij één medaille.

## Biografie

### Eerste kennismaking met atletiek
Lillian Board, in 1948 samen met haar tweelingzusje Irene in het Zuid-Afrikaanse Durban geboren, keerde begin 1950 met haar familie terug naar Manchester in Engeland, nadat haar ouders, die in 1947 naar Zuid-Afrika waren geëmigreerd, heimwee hadden gekregen. In 1956 verhuisde het gezin naar Ealing, een district in Londen, waar de tweeling op zevenjarige leeftijd naar de lagere school ging.
In 1960 ging Lillian Board naar de middelbare school, waar haar gymnastieklerares een jaar later ontdekte dat zij, twaalf jaar inmiddels, een bijzondere aanleg voor hardlopen had. Ze nam haar mee naar de London Olympiades, de belangrijkste meisjesatletiekvereniging van Londen, waar zij meedeed aan estafettewedstrijdjes en 100 meter tot 150 yard sprints. In 1962 voegde Board ook het verspringen aan haar trainingsprogramma toe en maakte zowel hierop als op de sprint aanzienlijke vorderingen.

### Eerste successen
Vanaf haar veertiende boekte Board haar eerste successen in wedstrijdverband. Ze werd verspringkampioene op The English Schools Championships met een sprong van 5,26 m en veroverde met 5,328 de zilveren medaille bij de Engelse AAA-jeugdkampioenschappen. Met haar verste sprong van 5,398 was zij dat jaar de beste Britse junior. 
Board, geïnspireerd door haar in die tijd beroemde landgenote, verspringster en vijfkampster Mary Rand, begon vanaf haar zestiende in haar trainingen de nadruk te leggen op het ontwikkelen van kracht. Dit met het oog op het verleggen van haar loopactiviteiten van de korte naar de langere sprint en de 800 m. Haar vader, die haar trainde, was ervan overtuigd dat op die onderdelen haar toekomst lag. Zij debuteerde in 1964 op de 220 yd en 880 yd met tijden van respectievelijk 26,2 en 2.30,8.
In 1965 maakte Board deel uit van team van London Olympiades dat op de 4 x 100 m estafette de titel bij de vrouwen won op de Engelse AAA-jeugdkampioenschappen. Verder kwam ze dat jaar bij het verspringen tot 5,80, won ze bij indoorwedstrijden zowel op de korte als de lange sprints en verbeterde zij haar persoonlijk beste tijden op de 100 yd tot 10,9 en op de 220 yd tot 24,7.
In 1966 mocht Board vanwege leeftijdsregels dat jaar pas vanaf april aan wedstrijden over 440 yd deelnemen, maar daarna ging het snel. Via 58,1 en 57,3 kwam zij ten slotte uit op 54,6, de snelste tijd in Europa van een zeventienjarige. Inmiddels was zij, na haar middelbare school te hebben afgerond, aan een secretaresseopleiding begonnen en werkte zij tussen haar trainingssessies door als typiste. Door haar goede prestaties op de 440 yd werd Board opgenomen in de Britse ploeg voor de Gemenebestspelen in Kingston, Jamaica, waar zij haar eerste internationale ervaring opdeed met een vijfde plaats op de 440 yd in 54,7, slechts een tiende boven haar PR. Desondanks werd zij niet uitgezonden naar de Europese kampioenschappen in Boedapest. Die teleurstelling werd echter weldra teniet gedaan door haar debuut in de Britse ploeg bij een interlandwedstrijd tegen Frankrijk in september, waarin zij op de 400 m vierde werd in 55,9.

### OS- en EK-successen
Na eerdere successen in 1967 en 1968 kwalificeerde Board zich in 1968 voor de 400 m op de Olympische Spelen in Mexico-Stad. In de finale werd Board op de valreep verslagen door de Française Colette Besson. In een Brits record van 52,12 s moest Board dus tevreden zijn met de zilveren medaille. Samen met Anita Neil, Maureen Tranter en Janet Simpson eindigde Board op de zevende plaats in de finale van de 4 x 100 m. Op de 200 m sneuvelde Board in de halve finale.
In 1969 nam Board deel aan de Europese kampioenschappen in Athene. Eerder verrassend won zij in een Europees record de finale van de 800 m, waarmee ze de eerste Britse werd die deze Europese titel op haar palmares mocht bijschrijven. Enkele dagen later nam ze ook deel aan de 4 x 400 m, tezamen met Rosemary Stirling, Pat Lowe en Janet Simpson. Als slotloopster maakte Board de achterstand op de Franse Colette Besson goed. Na een fotofinish werd het Britse viertal in een nieuw wereldrecord uitgeroepen tot Europees kampioen.

### Overleden op 22-jarige leeftijd
Amper één jaar later kwam Board op 22-jarige leeftijd om het leven als gevolg van kanker.

## Titels
- Europees kampioene 800 m - 1969
- Europees kampioene 4 x 400 m - 1969
- Brits (AAA-)kampioene 440 yd - 1967

## Persoonlijke records
Outdoor
| Onderdeel | Prestatie | Datum             | Plaats |
| --------- | --------- | ----------------- | ------ |
| 200 m     | 23,49 s   | 17 oktober 1968   | Mexico |
| 400 m     | 52,12 s   | 16 oktober 1968   | Mexico |
| 800 m     | 2.01,50   | 18 september 1968 | Mexico |

## Palmares

### 200 m
- 1968: 6e halve finale OS - 23,52 s

### 400 m
- 1968:  OS - 52,12 s

### 440 yd
- 1966: 5e Gemenebestspelen - 54,7 s
- 1967:  Britse (AAA-)kamp. - 55,3 s

### 800 m
- 1969:  EK - 2.01,50

### 4 x 100 m
- 1968: 7e OS - 43,78 s

### 4 x 400 m
- 1969:  EK - 3.30,82 (WR)